# Guan Hanqing
Guan Hanqing (關漢卿T, 关汉卿S, Guān HànqīngP); c. 1220 – XIV secolo) è stato un drammaturgo cinese.

## Biografia
Era un professionista del teatro Zájù cinese sotto la dinastia Yuan, sia come autore che come attore. Aveva un titolo di medico a Pechino; si rifiutò di lavorare con i Mongoli, sebbene gli fossero state assicurate ricchezza e fama. È considerato uno dei quattro grandi drammaturghi della dinastia Yuan; scrisse una sessantina di opere teatrali, quattordici delle quali sono giunte fino a noi. È soprannominato lo "Shakespeare cinese" grazie alla mole di opere concepite.
Tra i suoi temi preferiti si ritrovano l'oppressione dei mongoli, aspramente criticati, le ingiustizie, i problemi sociali, l'usura, l'umiliante posizione della donna nella società dell'epoca. Il suo dramma più celebre è L'ingiustizia subita da Dou E, ancora oggi rappresentata in un adattamento che prende il nome di Neve di giugno o Neve di mezza estate （六月雪S, Liùyuè xuěP）.
La vita di Guan Hanqing, la sua idea di teatro e il suo rapporto difficile con l'autorità hanno ispirato il dramma Guan Hanqing (1958) di Tian Han (1898-1968).

## Opere
- L'ingiustizia subita da Dou E o L'ingiustizia subita dalla signora Dou (竇娥冤 Dòu É Yuān)
- La redenzione della prostituta (趙盼兒風月救風塵 Zhào Pàn Ér Fēng Yuè Jiù Fēng Chén)
- Il giudice Bao indaga tre volte sul sogno delle farfalle (包待制三勘蝴蝶夢 Bāo Dài Zhì Sān Kān Hú Dié Mèng)
- Jiù fēng chén (救風塵)
- Dāndāohuì (單刀會)
- Il padiglione della luna (拜月亭 Bài yuè tíng)